# Devoneiland
Devoneiland (Engels: Devon Island) in de Noordelijke IJszee is een van de Koningin Elizabetheilanden in de Canadese Arctische Archipel. Bestuurlijk behoort het tot het territorium Nunavut.

## Geografie
Devoneiland is onbewoond en heeft een oppervlakte van 55.247 km². Het is daarmee het grootste onbewoonde eiland ter wereld. Het bergachtige eiland maakt deel uit van de Arctische Cordillera.
Devoneiland is vooral bekend van de Haughtonkrater, die 39 miljoen jaar geleden ontstond door de inslag van een meteoriet van ongeveer 2 km in diameter. De krater zelf heeft een diameter van ca 23 km.
Ten oosten van het eiland ligt de Baffinbaai, ten zuiden de Straat Barrow en de Lancasterzeestraat met aan de overzijde Baffineiland.

## Geschiedenis
Het eiland werd in 1616 bezocht door William Baffin. In de 19e eeuw werd het door William Edward Parry Noord-Devon genoemd, naar het Britse graafschap Devon(shire). Later werd dit Devoneiland, naar de Canadese gouverneur-generaal van 1916 tot 1921 Victor Cavendish. In 1924 werd er een handelspost gevestigd in de havenvestiging Dundas Harbour en verhuurd aan de Hudson's Bay Company in 1933. Door de ineenstorting van de bontprijzen werd deze echter gesloten. Door het verlies aan inkomsten uit de bontjacht gecombineerd met zeer verslechterde klimaatomstandigheden, de wind en intense kou namen toe, besloten de aldaar wonende 53 Inuit families het eiland te verlaten in 1936. Korte tijd tussen 1940 en 1951 was er nog sprake van enige bewoning maar daarna was iedereen vertrokken. Van Dundas Harbour resteren slechts enkele ruïnes van gebouwen.